# (23552) 1994 NB
1994 أن بي (ويعرف أيضًا باسم (23552) 1994 أن بي وفق تسمية الكوكب الصغير) (بالإنجليزية: 1994 NB)‏ هو كويكب ضمن حزام الكويكبات؛ وترتيبه 23552 من حيث الاكتشاف.
اكتُشف هذا الجُرم الفلكي بواسطة اليانور إف. هيلين في 3 يوليو 1994.

## وصلات خارجية
- (23552) 1994 NB في قاعدة بيانات مختبر الدفع النفاث لأجرام النظام الشمسي الصغيرة

- الاكتشاف · مخطط المدار ·  العناصر المدارية · المعلمات المادية

- (23552) 1994 NB على موقع ويكي سكاي: DSS2, SDSS, GALEX, IRAS, Hydrogen α, X-Ray, Astrophoto, Sky Map, Articles and images